# Чемпионы Словении по футболу

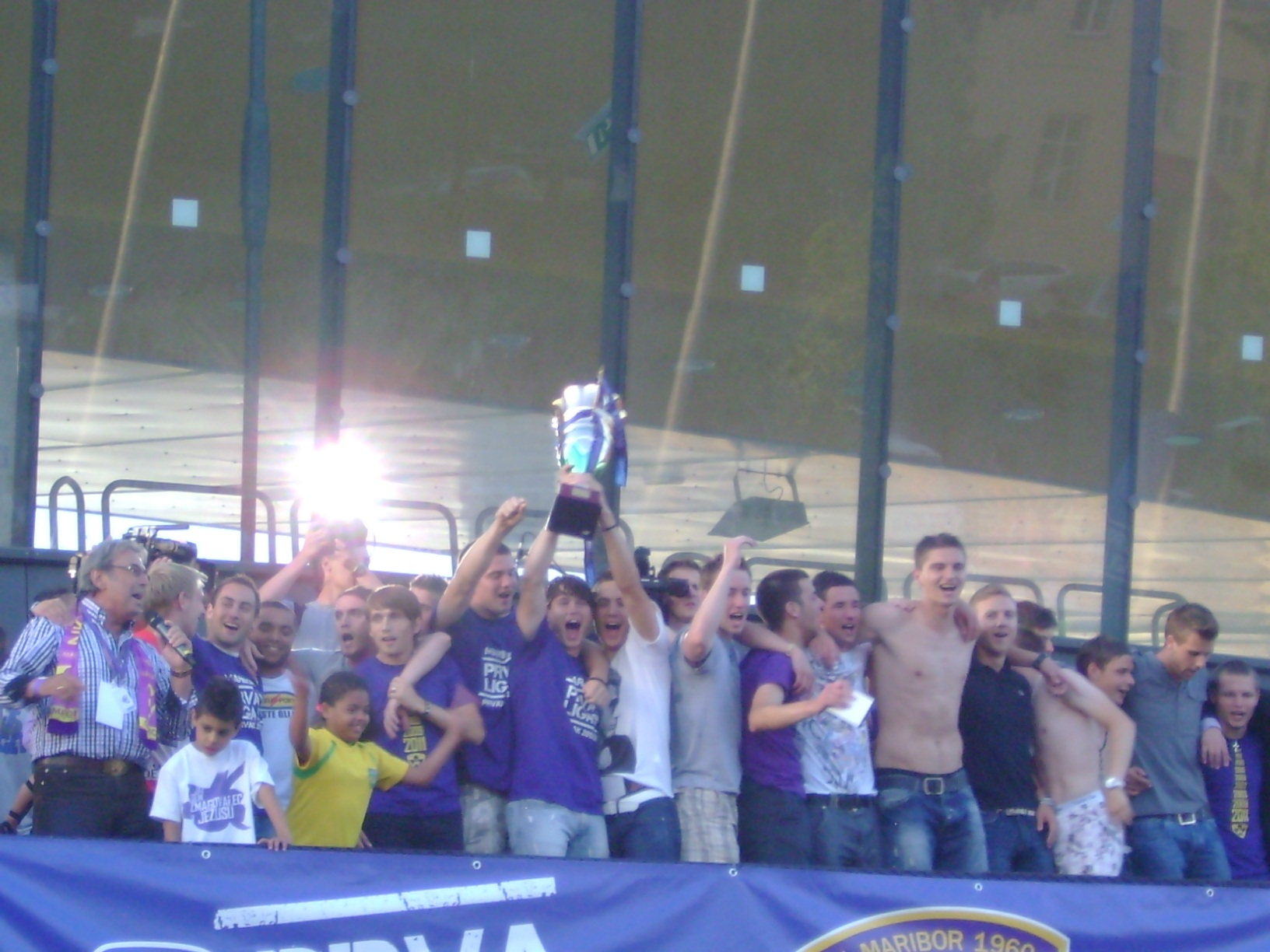
Футболисты «Марибора» празднует девятое в истории клуба чемпионство, 29 мая 2011 года

Чемпионами Словении по футболу становятся победители Первой словенской футбольной лиги (словен. Prva slovenska nogometna liga), высшего уровня в системе футбольных лиг страны. Лига была создана после обретения Словенией независимости в 1991 году и первоначально состояла из 21 клуба. До этого лучшие словенские команды участвовали в футбольных соревнованиях Югославии. Лишь «Илирия», «АСК Приморье» и «Любляна» (в период до начала Второй мировой войны), а также «Марибор», «Нафта» и «Олимпия» (в период с 1945 по 1991 год) когда-либо достигали высшего дивизиона страны — югославской Первой лиги. Будучи частью югославской футбольной системы, большинство словенских клубов боролись за звание региональных чемпионов в Словенской республиканской футбольной лиге. Однако республиканская лига официально находилась на третьем уровне в системе футбольных лиг страны большую часть своей истории, и турнир в ней обычно проходил без ведущих словенских клубов, которые играли во Второй или Первой югославской лиге.

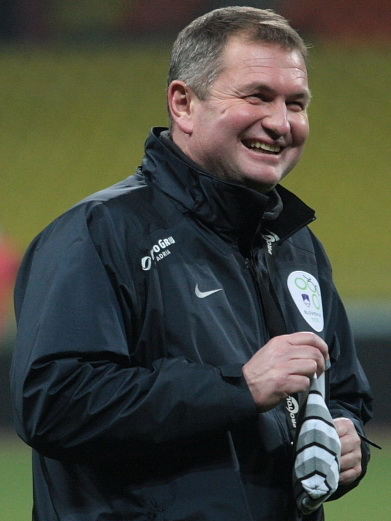
Матьяж Кек выигрывал чемпионат Словении в качестве футболиста и главного тренера

После обретения страной независимости Футбольный союз Словении отделился от Футбольного союза Югославии и начал организовывать свои собственные футбольные соревнования. Впервые в истории лучшие словенские клубы соревновались в новообразованной словенской футбольной лиге за титул чемпиона страны. Из клубов-основателей Первой лиги только «Целе» и «Марибор» никогда не покидали её (по состоянию на сезон 2020/2021). Формат и количество клубов в лиге со временем менялись: от 21 клуба в первом сезоне до 10 в настоящее время. По итогам чемпионата лучшие команды получают места в квалификационных раундах еврокубков, а худшие отправляются во Вторую словенскую футбольную лигу (словен. Druga slovenska nogometna liga).
«Олимпия» стала первым чемпионом Словении по футболу. У клуба был больший опыт выступлений в югославском Первой лиге, и их команда тогда состояла из игроков югославской эпохи. «Олимпия» доминировала в лиге и выиграла ещё три чемпионата подряд, прежде чем «Горица» прервала эту серию, выиграв свой первый титул в сезоне 1995/96. В следующем году уже «Марибор» впервые стал чемпионом Словении, положив начало своей рекордной серии из семи чемпионств подряд, которую прервала «Горица» в сезоне 2003/2004. Клуб из Нова-Горицы затем выиграл ещё два чемпионата страны, став третьим клубом, выигравшим три чемпионата подряд. В сезоне 2006/2007 «Домжале», выступавший во Второй лиге тремя сезонами ранее, впервые стал чемпионом Словении, повторив этот успех через год. С сезона 2008/2009 «Марибор» вновь занял доминирующее положение в словенском футболе, выиграв с того времени 8 из 12 чемпионатов (по состоянию на начало 2021 года).
«Марибор» — самый успешный словенский клуб, он выигрывал чемпионат страны 15 раз. Семь титулов команды были завоёваны в конце 1990-х и начале 2000-х годов, когда её поочередно возглавляли тренеры Боян Прашникар, Иво Шушак и Матьяж Кек. В период с 2008 по 2013 год Дарко Миланич привёл «Марибор» ещё к четырём чемпионствам. В 2017 и 2019 годах, во время своего второго периода в «Мариборе», Миланич выиграл ещё два титула вместе с клубом. «Олимпия», четырёхкратный чемпион страны, является единственным победителем Первой словенской лиги, который больше не существует, будучи распущенным к концу сезона 2004/2005 годов, когда клуб подал заявление о своём банкротстве. На его руинах был образован клуб «Бежиград», впоследствии переименованный в «Олимпию» и начинавший свой путь с Пятой лиги в 2005 году, став чемпионом страны в 2016 и 2018 годах. Помимо «Марибора», «Горицы», двух «Олимпий» и «Домжале» чемпионами Словении становились «Копер» (в сезоне 2009/2010) и «Целе» (в сезоне 2019/2020). «Марибор» четыре раза делал золотой дубль, выигрывав чемпионат и кубок страны в одном сезоне, на счету старой «Олимпии» два таких дубля.

## Список
Информация в списке приведена по состоянию на середину сезона 2020/2021 годов
В списке представлены команды, становившиеся чемпионами Словении по футболу, в хронологическом порядке. Кроме того, в списке указаны команды, занимавшие вторые и третьи места, а также лучшие бомбардиры сезонов национального чемпионата с указанием количеством голов и клуба, за который он выступал.
Легенда:
| Double | Клуб сделал золотой дубль, выиграв Кубок Словении в том же сезоне |

| Сезон   | Чемпион (количество титулов) | Второе место    | Третье место    | Лучший бомбардир                                                                            | Голы |
| ------- | ---------------------------- | --------------- | --------------- | ------------------------------------------------------------------------------------------- | ---- |
| 1991/92 | Олимпия                      | Марибор         | Изола           | Зоран Убавич (Олимпия)                                                                      | 29   |
| 1992/93 | Олимпия (2)                  | Марибор         | Мура            | Сашо Удович (Слован)                                                                        | 25   |
| 1993/94 | Олимпия (3)                  | Мура            | Марибор         | Штефан Шкапер (Белтинци)                                                                    | 23   |
| 1994/95 | Олимпия (4)                  | Марибор         | Горица          | Штефан Шкапер (Белтинци)                                                                    | 25   |
| 1995/96 | Горица                       | Олимпия         | Мура            | Эрмин Шиляк (Олимпия)                                                                       | 28   |
| 1996/97 | Марибор                      | Приморье        | Горица          | Фаик Камберович (Целе)                                                                      | 21   |
| 1997/98 | Марибор (2)                  | Мура            | Горица          | Исмет Экмечич (Олимпия)                                                                     | 21   |
| 1998/99 | Марибор (3)                  | Горица          | Рудар Веленье   | Новица Никчевич (Горица)                                                                    | 17   |
| 1999/00 | Марибор (4)                  | Горица          | Рудар Веленье   | Клитон Бозго (Марибор)                                                                      | 24   |
| 2000/01 | Марибор (5)                  | Олимпия         | Приморье        | Дамир Пекич (Целе)                                                                          | 23   |
| 2001/02 | Марибор (6)                  | Приморье        | Копер           | Романо Обилинович (Приморье)                                                                | 16   |
| 2002/03 | Марибор (7)                  | Целе            | Олимпия         | Марко Кметец (Любляна/Олимпия)                                                              | 21   |
| 2003/04 | Горица (2)                   | Олимпия         | Марибор         | Дражен Жежель (Любляна/Приморье)                                                            | 19   |
| 2004/05 | Горица (3)                   | Домжале         | Целе            | Клитон Бозго (Марибор)                                                                      | 18   |
| 2005/06 | Горица (4)                   | Домжале         | Копер           | Миран Бургич (Горица)                                                                       | 24   |
| 2006/07 | Домжале                      | Горица          | Марибор         | Никола Никезич (Горица)                                                                     | 22   |
| 2007/08 | Домжале (2)                  | Копер           | Горица          | Дарио Захора (Домжале)                                                                      | 22   |
| 2008/09 | Марибор (8)                  | Горица          | Рудар Веленье   | Этьен Великоня (Горица)                                                                     | 17   |
| 2009/10 | Копер                        | Марибор         | Горица          | Милан Остерц (Копер)                                                                        | 23   |
| 2010/11 | Марибор (9)                  | Домжале         | Копер           | Маркос Таварес (Марибор)                                                                    | 16   |
| 2011/12 | Марибор (10)                 | Олимпия Любляна | Мура 05         | Даре Вршич (Олимпия Любляна)                                                                | 22   |
| 2012/13 | Марибор (11)                 | Олимпия Любляна | Домжале         | Маркос Таварес (Марибор)                                                                    | 17   |
| 2013/14 | Марибор (12)                 | Копер           | Рудар Веленье   | Мате Этерович (Рудар Веленье)                                                               | 19   |
| 2014/15 | Марибор (13)                 | Целе            | Домжале         | Маркос Таварес (Марибор)                                                                    | 17   |
| 2015/16 | Олимпия Любляна              | Марибор         | Домжале         | Рок Кронаветер (Олимпия Любляна) Жан-Филипп Манди (Марибор) Андраж Шпорар (Олимпия Любляна) | 17   |
| 2016/17 | Марибор (14)                 | Горица          | Олимпия Любляна | Джон Мэри (Рудар Веленье)                                                                   | 17   |
| 2017/18 | Олимпия Любляна (2)          | Марибор         | Домжале         | Лука Захович (Марибор)                                                                      | 18   |
| 2018/19 | Марибор (15)                 | Олимпия Любляна | Домжале         | Лука Захович (Марибор)                                                                      | 18   |
| 2019/20 | Целе                         | Марибор         | Олимпия Любляна | Анте Вукушич (Олимпия Любляна)                                                              | 26   |

## Количество побед по клубам
Чемпионами Словении становились семь клубов (по состоянию на середину сезона 2020/2021 годов).
| Клуб            | Чемпионы | Вице-чемпионы | Чемпионские сезоны |
| --------------- | -------- | ------------- | --- |
| Марибор         | 15       | 7             | 1996/97, 1997/98, 1998/99, 1999/00, 2000/01, 2001/02, 2002/03, 2008/09, 2010/11, 2011/12, 2012/13, 2013/14, 2014/15, 2016/17, 2018/19 |
| Горица          | 4        | 5             | 1995/96, 2003/04, 2004/05, 2005/06 |
| Олимпия         | 4        | 3             | 1991/92, 1992/93, 1993/94, 1994/95 |
| Домжале         | 2        | 3             | 2006/07, 2007/08 |
| Олимпия Любляна | 2        | 3             | 2015/16, 2017/18 |
| Копер           | 1        | 2             | 2009/10 |
| Целе            | 1        | 2             | 2019/20 |